# Hyllisia triguttata
Hyllisia triguttata là một loài bọ cánh cứng trong họ Cerambycidae.